# Ataxia cayennensis
Ataxia cayennensis là một loài bọ cánh cứng trong họ Cerambycidae.